# 村上武則
村上 武則（むらかみ たけのり、1944年6月5日 - ）は、日本の法学者。専門は行政法。ドイツ行政法学、特に給付行政理論が主な研究対象。学位は、博士（法学）（京都大学・論文博士・2005年）。大阪大学名誉教授（大学院高等司法研究科）。元近畿大学法科大学院教授。2003年以降、国家公務員採用I種試験（行政法）の考査委員。杉村敏正門下。広島県出身。

## 来歴
- 1967年3月 - 京都大学法学部卒業
- 1969年3月 - 京都大学大学院法学研究科修士課程修了
- 1971年3月 - 京都大学大学院法学研究科博士課程単位取得満期退学
- 1971年4月 - 広島大学助手
- 1972年4月 - 広島大学講師
- 1976年4月 - 広島大学助教授
- 1983年4月 - 広島大学教授
- 1993年4月 - 大阪大学教授
- 2005年9月 - 京都大学より博士（法学）の学位を取得、学位論文の題は「給付行政の理論」。
- 2008年4月 - 近畿大学教授
- 2015年3月 - 近畿大学教授を退任。

## 著書

### 単著
- 『給付行政の理論』（有信堂高文社、2002年11月）ISBN 4-8420-1511-X

### 編著
- 『人権の司法的救済』（有信堂高文社、1990年12月）ISBN 4-8420-1024-X （共編者：阪本昌成）
- 『基本行政法』（有信堂高文社、1992年5月）ISBN 4-8420-1505-5
- 『基本行政法 改訂版』（有信堂高文社、1995年4月）ISBN 4-8420-1507-1
- 『応用行政法』（有信堂高文社、1995年6月）ISBN 4-8420-1506-3
- 『基本行政法 第2版』（ 有信堂高文社、2001年5月）ISBN 4-8420-1509-8
- 『応用行政法 第2版』（有信堂高文社、2001年10月）ISBN 4-8420-1510-1
- 『ファンダメンタル地方自治法』（法律文化社、2004年4月）ISBN 4-589-02741-0 （共編者：高田敏）
- 『基本行政法 第3版』（有信堂高文社、2006年11月）ISBN 4-8420-1513-6
- 『法治国家の展開と現代的構成 高田敏先生古稀記念論集』（ 法律文化社、2007年2月） ISBN 978-4-589-02997-3 （共編者：高橋明男・松本和彦）

## 受章
- 2025年4月 - 瑞宝中綬章[1][2]